# Jonas Jerebko
Jonas Jerebko (nascut el 2 de març de 1987 en Borås) és un jugador de bàsquet suec que pertany a la plantilla dels Boston Celtics de l'NBA. Amb 2,08 metres d'alçada, juga en la posició d'aler.
Va començar jugant en l'equip de la seua ciutat, el Borås Basket, d'on va passar al Plannja Basket, amb el qual va guanyar la lliga sueca, fent de mitjana 10 punts i 5 rebots per partit. El 2007 va estar a punt d'anar a jugar a la Universitat de Buffalo, als Estats Units, però finalment va decidir iniciar una carrera professional en la lliga italiana, fitxant per l'Angelico Biella.
En el Biella va jugar dues temporades, en les quals va fer de mitjana 6,7 punts i 4,1 rebots per partit. Ha estat internacional sub-18, sub-20 i absolut amb la selecció sueca, fent de mitjana 11,8 punts i 9,3 rebots en la fase de classificació per a l'Eurobasket 2009. Va ser triat en la trenta-novena posició del Draft de l'NBA del 2009 per Detroit Pistons.